# Kuvait zászlaja
Kuvait zászlaja a pánarab színeket mutatja. A fekete a csatamezőn legyőzött ellenséget jelképezi, a vörös az ellenség vére az arab kardokon. A zöld a termékeny földre, a fehér az arabok nemes tetteire utal. Ez az egyetlen használatban lévő zászló a világban, amiben egy hegyesszögű húrtrapéz található.
A jelenlegi zászlót 1961. szeptember 7-én fogadták el, és november 24-én vonták fel először ugyanebben az évben. 1961 előtt a többi Perzsa-öbölben található országhoz hasonlóan, Kuvait zászlaja vörös hátterű és fehér feliratú volt.
Ugyanezt a zászlót Szaddám Huszein iraki diktátor bábállama, a Kuvaiti Köztársaság használta az iraki megszállás és az öbölháború alatt.

## Kuvait történelmi zászlói

? ?1746–1871 között használt zászló (Al-Sulami zászló)
? 1871-1914 között (Az Oszmán Birodalom 1844-ben fogadta el ezt a zászlót)
? ? 1903. november 28 és 30. között volt használva Lord Curzon látogatása alatt
? 1906-ban javasolt kuvaiti zászló (nem volt elfogadva)
? 1913-ban javasolt kuvaiti zászló (nem volt elfogadva)
? ?1914–1921 között használt zászló
? ? A jahrai csata alatt 1920 környékén használt zászló
? ? 1921–1940 között használt zászló
? ? 1940–1961 között használt zászló
? Tengerészeti zászló 1956–1961 között csak a tengerészet használta
Kuvait iraki megszállása alatt használt zászló az első öbölháború alatt 1990-ben
? 1961-től Kuvait jelenlegi zászlaja